# Lago Amaramba
Il lago Amaramba è un lago poco profondo del Mozambico, vicino alla frontiera col Malawi. Situato nella provincia del Niassa, si trova a nord del lago Chiuta che l'alimenta. Suo emissario è il fiume Lugenda, affluente del Ruvuma.

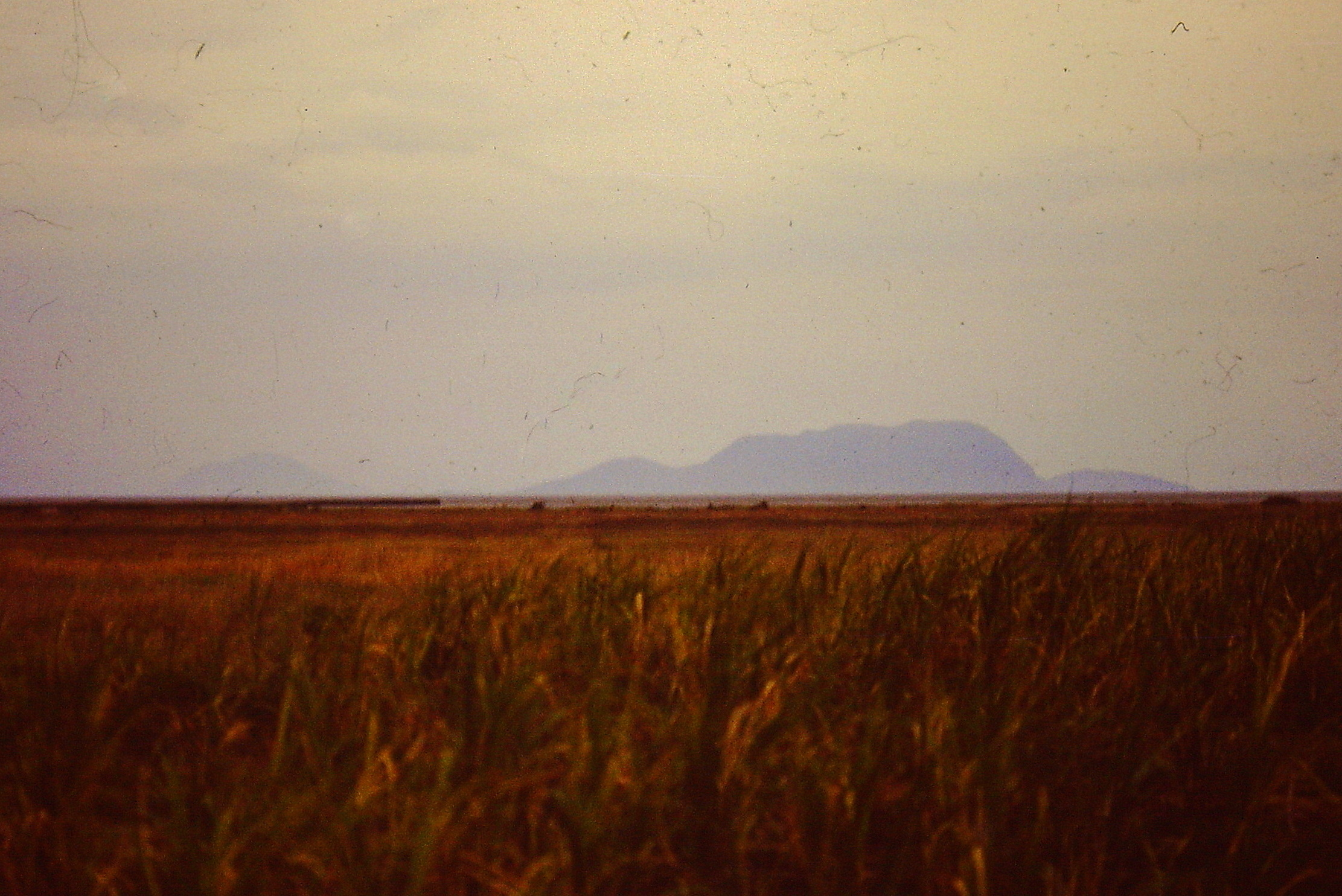
La pianura dove si trovano il lago Amaramba e il lago Chiuta